# Pro Svizra Rumantscha
A Pro Svizra Rumantscha (PSR) é uma organização independente que tem por escopo a promoção da língua romanche na Suíça. Originalmente fundada com o objetivo da produzir um jornal diário em romanche, com o lançamento do periódico La Quotidiana,  a organização tem se dedicado a outros projetos, como a desenvolvimento de um método de instrução para o ensino do romanche aos suíços da comuna de Tujetsch. O atual presidente da PSR é Arno Berther, nascido em Sedrun, capital dessa comuna.